# Yokut
Yokut är en urfolkstam som lever i centrala Kalifornien. De var både jägare och jordbrukare. Deras antal var 1770 var cirka 2 000 och nu[när?] är de 75% färre, alltså 500 st.[källa behövs]